# 10781 Ріттер
10781 Ріттер (10781 Ritter) — астероїд головного поясу, відкритий 6 серпня 1991 року.
Тіссеранів параметр щодо Юпітера — 3,379.